# Осмонд (Небраска)
Осмонд (англ. Osmond) — місто (англ. city) в США, в окрузі Пієрс штату Небраска. Населення — 794 особи (2020).

## Географія
Осмонд розташований за координатами 42°21′29″ пн. ш. 97°35′57″ зх. д. / 42.35806° пн. ш. 97.59917° зх. д. (42.358156, -97.599135).  За даними Бюро перепису населення США в 2010 році місто мало площу 2,07 км², з яких 2,06 км² — суходіл та 0,01 км² — водойми.

## Демографія
Згідно з переписом 2010 року, у місті мешкали 783 особи в 319 домогосподарствах у складі 215 родин. Густота населення становила 378 осіб/км².  Було 360 помешкань (174/км²).
Расовий склад населення:
| - 97,8 % — білих - 0,3 % — чорних або афроамериканців - 0,3 % — азіатів |

До двох чи більше рас належало 1,1 %. Частка іспаномовних становила 1,8 % від усіх жителів.
За віковим діапазоном населення розподілялося таким чином: 26,7 % — особи молодші 18 років, 50,1 % — особи у віці 18—64 років, 23,2 % — особи у віці 65 років та старші. Медіана віку мешканця становила 43,1 року. На 100 осіб жіночої статі у місті припадало 89,6 чоловіків;  на 100 жінок у віці від 18 років та старших — 95,2 чоловіків також старших 18 років.
Середній дохід на одне домашнє господарство  становив 65 928 доларів США (медіана — 50 893), а середній дохід на одну сім'ю — 72 067 доларів (медіана — 57 188). Медіана доходів становила 47 188 доларів для чоловіків та 27 917 доларів для жінок. За межею бідності перебувало 7,4 % осіб, у тому числі 9,4 % дітей у віці до 18 років та 2,6 % осіб у віці 65 років та старших.
Цивільне працевлаштоване населення становило 372 особи. Основні галузі зайнятості: освіта, охорона здоров'я та соціальна допомога — 28,0 %, роздрібна торгівля — 12,9 %, виробництво — 8,6 %, будівництво — 8,6 %.